# Спілве (аеропорт)
Аеропорт Спі́лве (латис. Spilves lidosta; раніше також Повітряний порт Спілве (латис. Spilves gaisa osta) або Ризький повітряний порт (латис. Rīgas gaisa osta) (1928—1940), пізніше Ризький центральний аеропорт (латис. Rīgas Centrālā lidosta)) — колишній цивільний та військовий аеропорт, розташований у Ризі, столиці Латвії; основний аеропорт Латвійської РСР до 1986 року.
У 1920-х рр. аеропорт Спілве був першим міжнародним аеропортом столиці і лишався її головним аеропортом до відкриття аеропорту «Рига» в 1975 році. Він сертифікований (2014) для візуальних польотів лише у світлий час доби та за умов гарної видимості. Аеропорт наразі потребує реконструкції, його використовують для польотів невеликих літаків авіації загального значення. Він має одну злітно-посадкову смугу з асфальтовим покриттям завдовжки 1000 м (історично — 1650 м) та завширшки 23 м (історично — 50 м), передбачену для повітряних суден вагою до 5700 кг.

## Історія

### Побудова аеропорту
Територія лугів Спілве використовувалася для потреб військової авіації ще під час Першої світової війни. У липні 1921 року літак «Fokker», що належав німецькому товариству Danziger Luft-Reederei GmbH, здійснив перший пасажирський переліт із вільного міста Данцига до Риги, а у вересні — із Риги до Таллінна. До серпня 1921 року цим маршрутом літали і літаки Junkers F 13 підприємства Danziger Luftpost — поштові літаки Данцига.
У 1922 році Авіаційний полк Латвійської республіки під керівництвом Йосипа Башко відновив розбомблений аеропорт. Невдовзі після того у Спілве на території площею 51 га біля бічної гілки залізничної лінії Рига—Болдерая та шосе був споруджений і цивільний аеропорт, який у міста також орендувала пошта Латвії та телеграфний департамент. В аеропорті знаходились ангари Міністерства оборони Латвії, ангар Оборонної авіації та цивільні ангари для розміщення літаків маршруту Рига—Лієпая та приватних літаків. Деякі вулиці у сусідньому мікрорайоні Ільгюціємс мають характерні назви і досі, наприклад, вулиця Лідоню (Льотчиків) та вулиця Мотору (Моторна).
У 1938 році за проектом архітектора Давида Зариня в аеропорті спорудили нову будівлю із залами очікування для пасажирів, рестораном, поштовим відділенням, митницею, поліцейським відділком, комендатурою та метеорологічною станцією. Для визначення географічної позиції літаків у повітрі використовувалася гоніометрина станція системи Telefunken. У 1930 році відділ повітряного сполучення Міністерства транспорту почав реєструвати латвійські цивільні літаки — їм був наданий розпізнавальний знак YL. 
Наприкінці 1930-х рр. аеропорт отримав офіційний статус та назву «Повітряний порт Спілве».

### Міжнародний аеропорт (1921—1940)

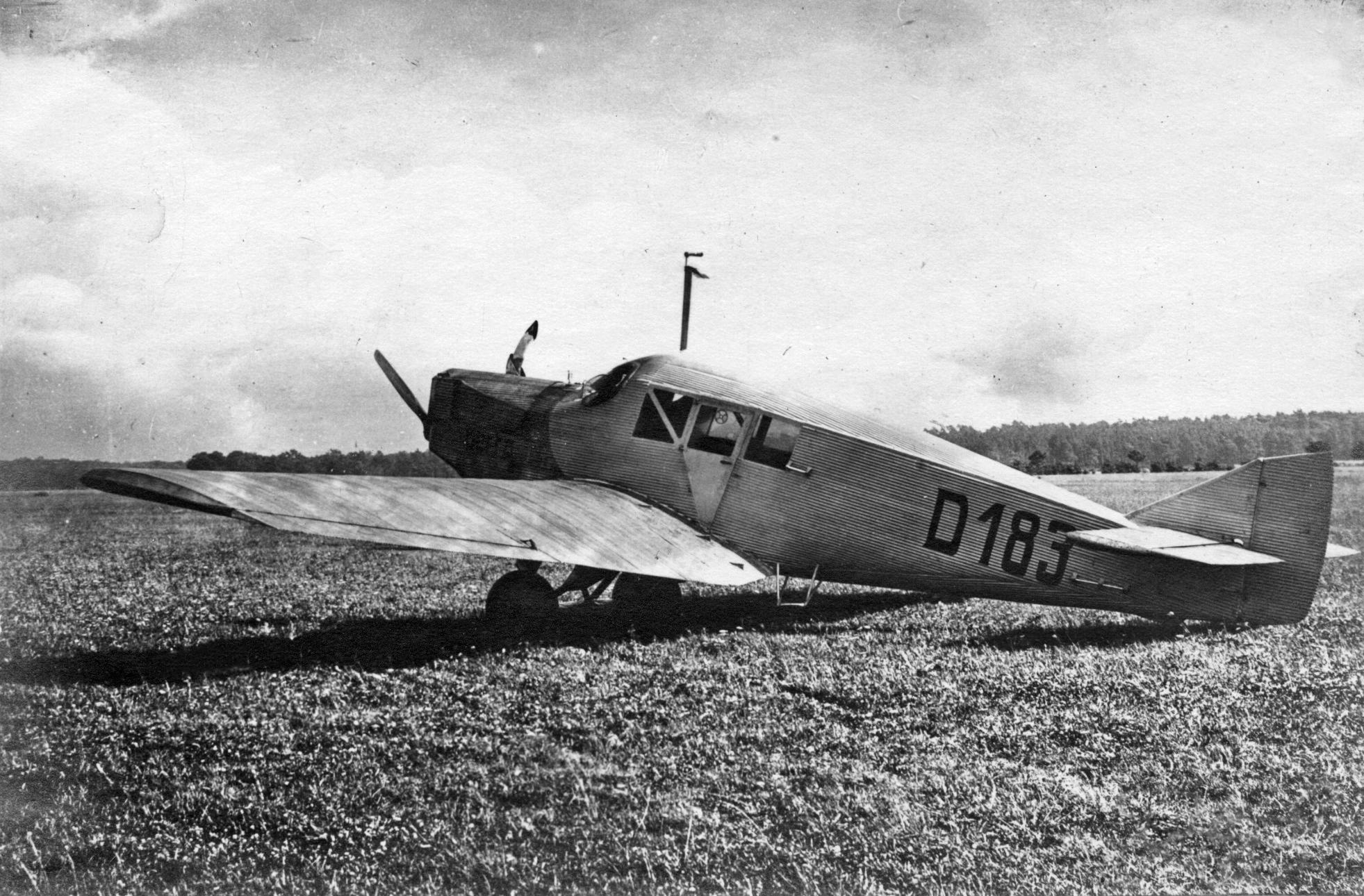
Літак Junkers F 13. Подібні літаки у 1921 році почали літати до Риги через Мемель, а пізніше і до Данцига

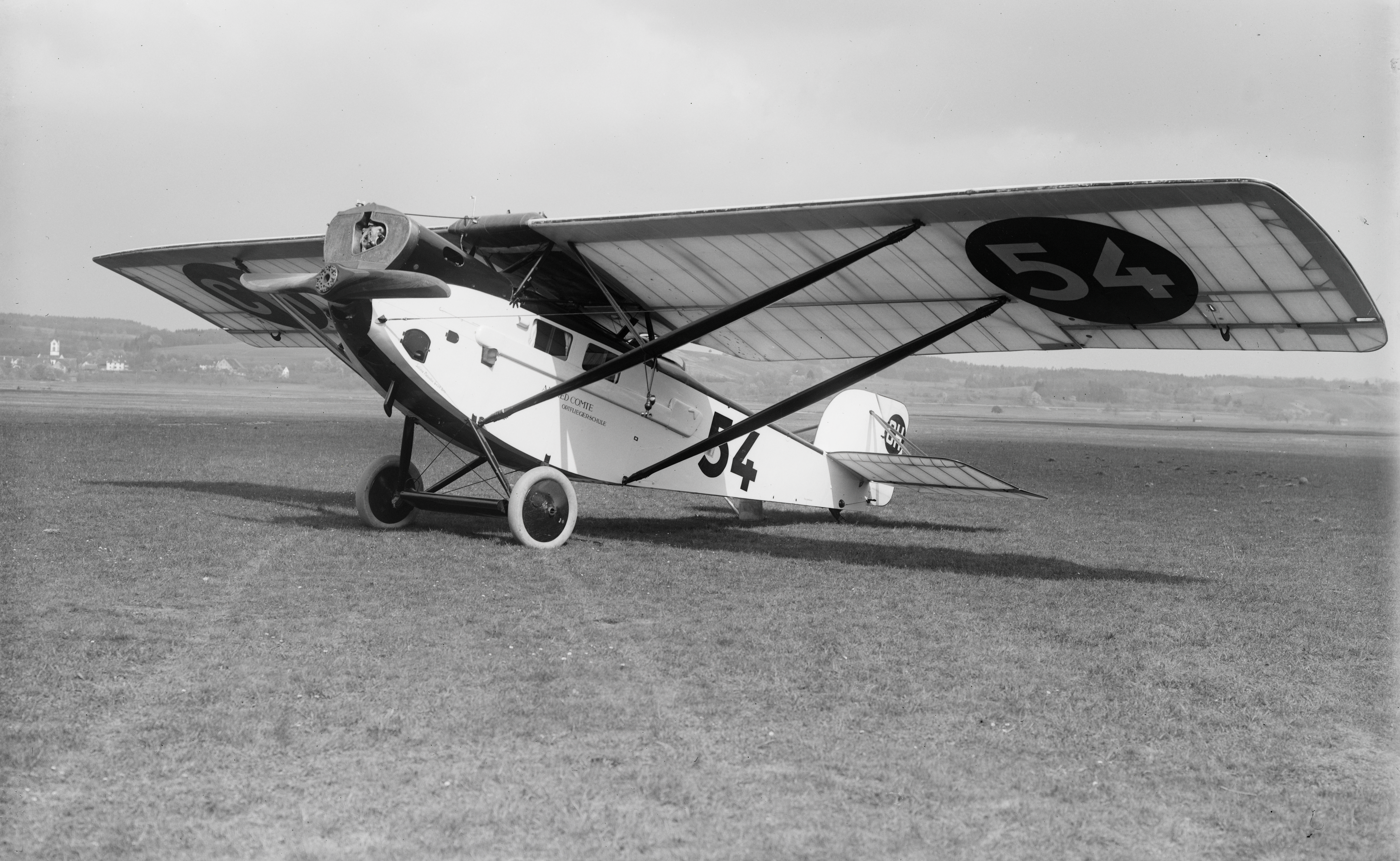
Sablatnig P.III lidmašīna. Līdzīgas lidmašīnas kopš 1922. gada lidoja no Rīgas uz Tallinu, vēlāk arī uz Klaipēdu.

У 1921 році німецька авіакомпанія Lloyd Luftdienst почала виконувати регулярні рейси до Риги через Мемель (Клайпеду). З 1922 по 1927 рр. естонське товариство Aeronaut здійснювало регулярні рейси із Таллінн-Рига, а після 1927 року  — Таллінн-Рига-Мемель-Кенігсберг. Також у 1923—1925 рр. АТ Latvijas Gaisa satiksme (з латис. «Латвійське повітряне сполучення») разом із авіакомпанією Skandinaviens Luftrouter здійснювало перельоти Рига-Мемель-Кенігсберг-Данциг-Берлін та Рига-Таллінн. У 1928 році аеропорт Спілве був включений до мережі німецько-радянського товариства повітряного сполучення Deruluft і він почав приймати літаки, які виконували рейси із Берліну до Москви (до 1931 року) та із Таллінна до Ленінграда (до 1936 року). Після ліквідації товариства у 1936 році лінію повітряного сполучення Берлін-Рига-Таллінн-Гельсінкі обслуговувала німецька державна авіакомпанія Lufthansa, яка використовувала 18-місні літаки. 17 серпня 1932 року польська авіакомпанія LOT відкрила перельоти на 8-місних літаках на лінії трансконтинентального повітряного сполучення Гельсінкі-Таллінн-Рига-Вільнюс-Варшава-Львів-Бухарест-Софія-Салоніки-Афіни із продовженням до Палестини. Рейси відбувалися тричі на тиждень. Шведське авіатовариство Aerotransport (пізніше A.B.A.) на 19-місних літаках та радянський Аерофлот на 10-, 16- та 19-місних літаках з 1 червня 1937 почало здійснювати рейси за маршрутом Стокгольм-Рига-Москва. 15 червня 1937 року була відкрита лінія повітряного сполучення Рига-Лієпая, яку обслуговувало перше латвійське авіатовариство Valsts gaisa satiksme (з латис. «Державне повітряне сполучення») за допомогою двох 7-місних літаків. Починаючи з 1938 року повітряне сполучення відбувалося увесь рік. До 1939 року планувалося відкрити лінії повітряного сполучення Рига-Вентспілс-Лієпая та Рига-Крустпілс-Даугавпілс, але цей задум не був реалізований. Аеропорт Спілве швидко розвивався: вже 1936 року реєструвалося в середньому 40-50 пасажирів щодня, а 1938 року — вже 100 пасажирів на день (включно із транзитними пасажирами). 

#### Статистика
| Обіг Ризького повітряного порту (без урахування транзитів) |          |           |            |
| Рік                                                        | Пасажири | Пошта, кг | Товари, кг |
| 1928                                                       | 267      | 1999      | 2080       |
| 1929                                                       | 355      | 1479      | 1946       |
| 1930                                                       | 402      | 2901      | 3221       |
| 1931                                                       | 387      | 5707      | 10881      |
| 1932                                                       | 644      | 1743      | 1306       |
| 1933                                                       | 1561     | 1667      | 1507       |
| 1934                                                       | 2805     | 3777      | 2613       |
| 1935                                                       | 3734     | 2958      | 3523       |
| 1936                                                       | 3800     | 2562      | 2823       |
| 1937                                                       | 4149     | 4332      | 4884       |

#### Рейси з аеропорту Спілве (1922—1944)
| Авіакомпанія                                                                                                   | Період польотів      | Літаки                                                     | Лінії повітряного сполучення                                             |
| --- | -------------------- | ---------------------------------------------------------- | ------------------------------------------------------------------------ |
| Aeronaut | 1922                 | Sablatnig                                                  | Таллінн                                                                  |
| AS Latvijas Gaisa satiksme (з латис. АТ «Латвійське повітряне сполучення») спільно із Skandinaviens Luftrouter | 1923—1925            | Sablatnig, Junkers F-13                                    | Клайпеда-Кенігсберг-Данциг-Берлін, Таллінн-Гельсінкі                     |
| Deruluft | 1927/1928—1931       | Dornier Merkur, Junkers F-13, Junkers W-33                 | Смоленськ-Москва, Кенігсберг-Данциг-Берлін                               |
| Deruluft | 1928—1936            | Junkers F-13, Junkers W-33                                 | Таллінн-Ленінград із сполученням Таллінн-Гельсінкі-Стокгольм             |
| LOT | 1932—1939            | Fokker Monoplane, Lockheed Electra, Lockheed Super Electra | Таллінн-Гельсінкі, Вільнюс-Варшава із сполученням Варшава-Бухарест-Афіни |
| Lufthansa | 1936—1939; 1941—1944 | Junkers Ju-52                                              | Каунас-Кенігсберг-Берлін, Талінн-Гельсінкі                               |
| Aerotransport (A.B.A.) та Аерофлот                                                                             | 1937—1940            | Douglas DC-3                                               | Стокгольм, Великі Луки-Москва                                            |
| Valsts gaisa satiksme (з латис. «Державне повітряне сполучення»)                                               | 1937—1940            | De Havilland DH-89 Dragon Rapide                           | Лієпая                                                                   |

### Під час Другої світової війни
Під час окупації Латвії 17 червня 1940 року о 12:00 у захопленні аеропорту Спілве брали участь 6 танків, а вже 18 червня тут приземлилися літаки ВПС СРСР. У 1940 році були відновлені пасажирські рейси до Таллінна, Ленінграда та Москви. Для польотів використовували німецькі літаки Junkers Ju-52 та радянські літаки П-2, По-2. Вже на перший день після нападу на СРСР 22 червня 1941 року німецькі Люфтваффе почали бомбардувати аеродром Спілве. Були зруйновані ангари аеропорту, але пізніше його реконструювали для потреб військової авіації Німеччини, тому з 1941 по 1944 рік повітряний порт Спілве використовувався як військовий аеропорт. 27 жовтня 1941 року Lufthansa також відновила цивільні польоти до Риги та Гельсінкі. У 1944 році був створений Латвійський авіазагін, а у парку літаків з'явилися літаки Лі-2. 11 жовтня 1944 року аеродром Спілве був зруйнований знову. 

### За часів СРСР
Після Другоі світової війни цивільною авіацією у Латвії завідувало управління цивільної авіації, яке підпорядковувалося Міністерству цивільної авіації СРСР. Спершу були відновлені польоти до Москви, Таллінна, Каунаса, Лієпаї та Даугавпілса. Також для аеропорту спорудили нову кільцеву руліжну доріжку та поклали нове покриття. Пізніше Ризький центральний аеропорт, який обслуговував рейси Аерофлоту, набув всесоюзного значення. Пасажирські перевезення з Риги здійснювали не лише з аеропорту Спілве, а й з аеродрому в Румбулі. Для польотів використовувалися літаки Лі-2, П-5, По-2 та Junkers Ju 52, а з 1959 року — Як-12, Ан-2 та Іл-14. У травні 1954 року завершили спорудження нової будівлі Ризького центрального аеропорту, яка б мала відповідати усім вимогам безпеки, почате згідно із рішенням Ризького виконкому. Архітектором будівлі, виконаної у стилі радянського неокласицизму, став московський архітектор Сергій Воробйов, який також побудував річковий вокзал на території Кіпсали, на дамбі Балласта (вокзал було знесено на початку ХХІ століття).
До 1975 року аеропорт Спілве мав назву «Рига» і був одним із найбільших західних аеропортів СРСР, який одночасно міг прийняти більше 50-ти літаків. Після побудови аеропорту «Рига» аеропорт Спілве втратив своє значення і до 1986 року використовувався винятково для внутрішніх польотів. З 1983 року в аеропорту розміщувалася база авіазагону застосування авіації у народному господарстві. У період з 1985 року з аеропорту виконувалися здебільшого комерційні або санітарні рейси, останні з яких були виконані у 1991 році.
До кінця 1980-х років аеропорт для навчальних цілей використовували студенти Ризького інституту інженерів цивільної авіації, які проходили тут аеродромну практику на виведених з експлуатації літаках Як-42 та Іл-76, що перебували на пероні аеропорту в 1989—1991 роках. 
Наприкінці 1980-х рр. аеропорт закрили для регулярних рейсів.

### Після здобуття незалежності
Авіаційний центр «Спілве» у 1990-х рр. використовувався як аеропорт для приватних літаків та тренувань парашутистів. У 2001 році будівлю аеропорту використали для інститутської постановки Латвійського нового театру та церемонії закриття фестивалю «Homo novus». У 2002 році департамент власності Ризької думи, яка є власником аеропорту, віддав будівлю аеропорту Спілве в оренду ТОВ «Балтійське проєктне бюро» (латис. Baltijas projektu birojs) на 25 років. Численні плани використання аеропорту не були реалізовані, тому будівля терміналу аеропорту, яка несе архітектонічний інтерес, наразі знаходиться у критичному стані.
Новозбудований третій ангар наразі розміщує 4-5 літаків (надлегкі та аеробатичні повітряні судна) разом із двома вже існуючими ангарами. Більший ангар використовується для розміщення до 12 літаків від ультралегких до Cessna 210, у той час як другий ангар на північному сході аеропорту використовується для надлегких суден та легких літаків із рухомими крилами.
Наразі аеропорт все більше використовується як тренувальна база. У будівлі терміналу розташований музей авіації Латвії, територія самого аеропорту планується до великомасштабної забудови.

## Галерея

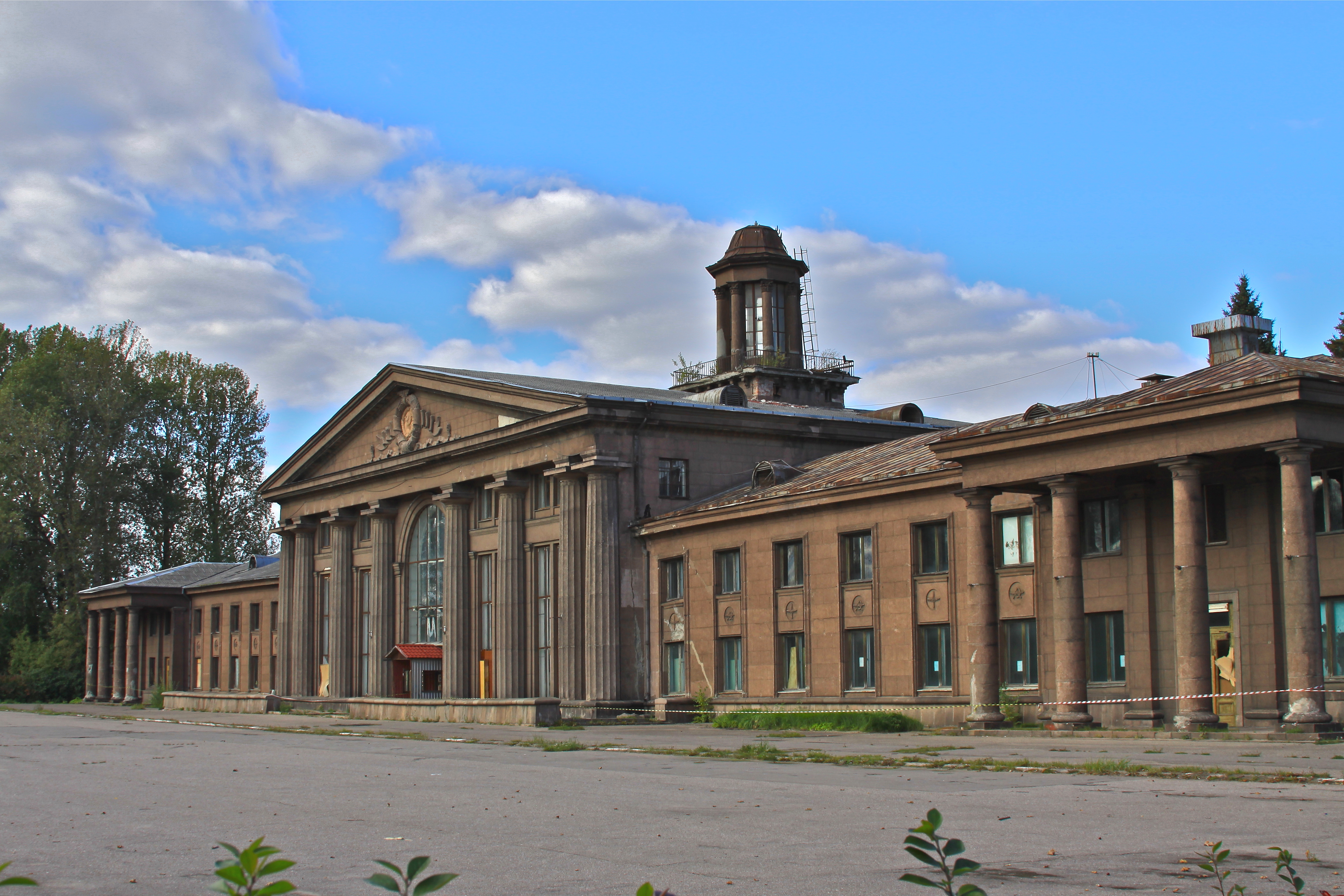
Будівля аеровокзалу
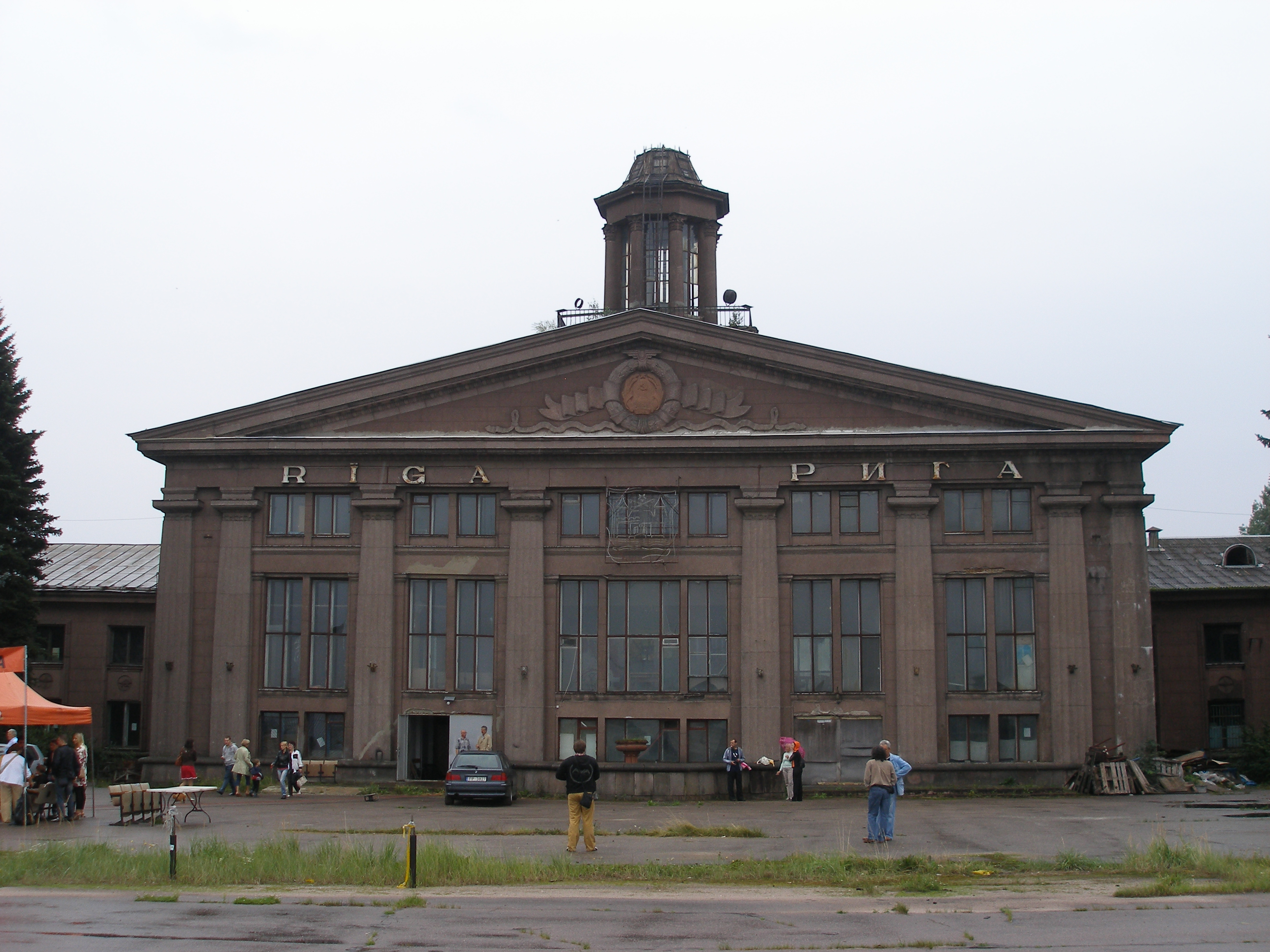
Фасад аеропорту Спілве
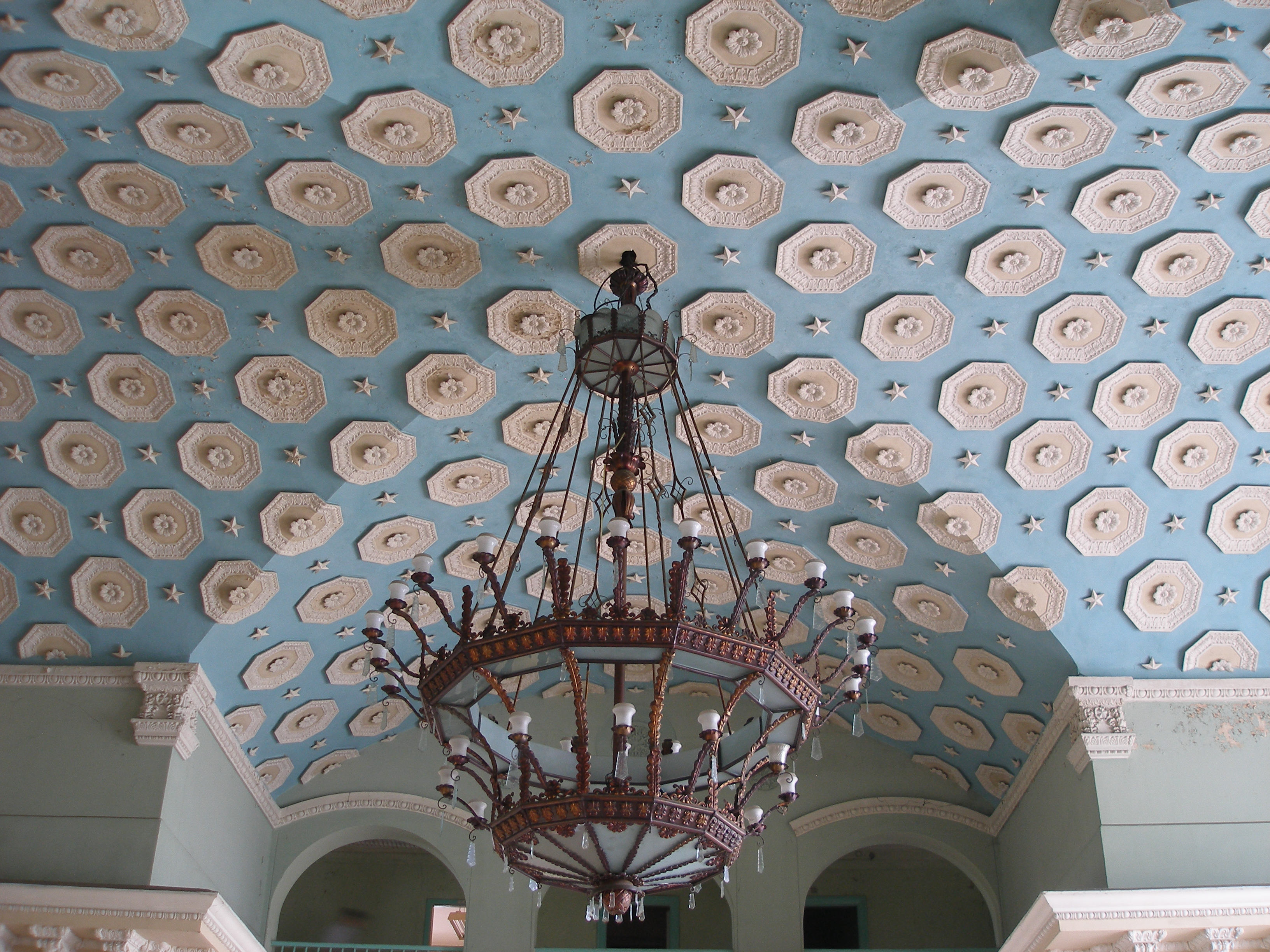
Люстра всередині аеропорту
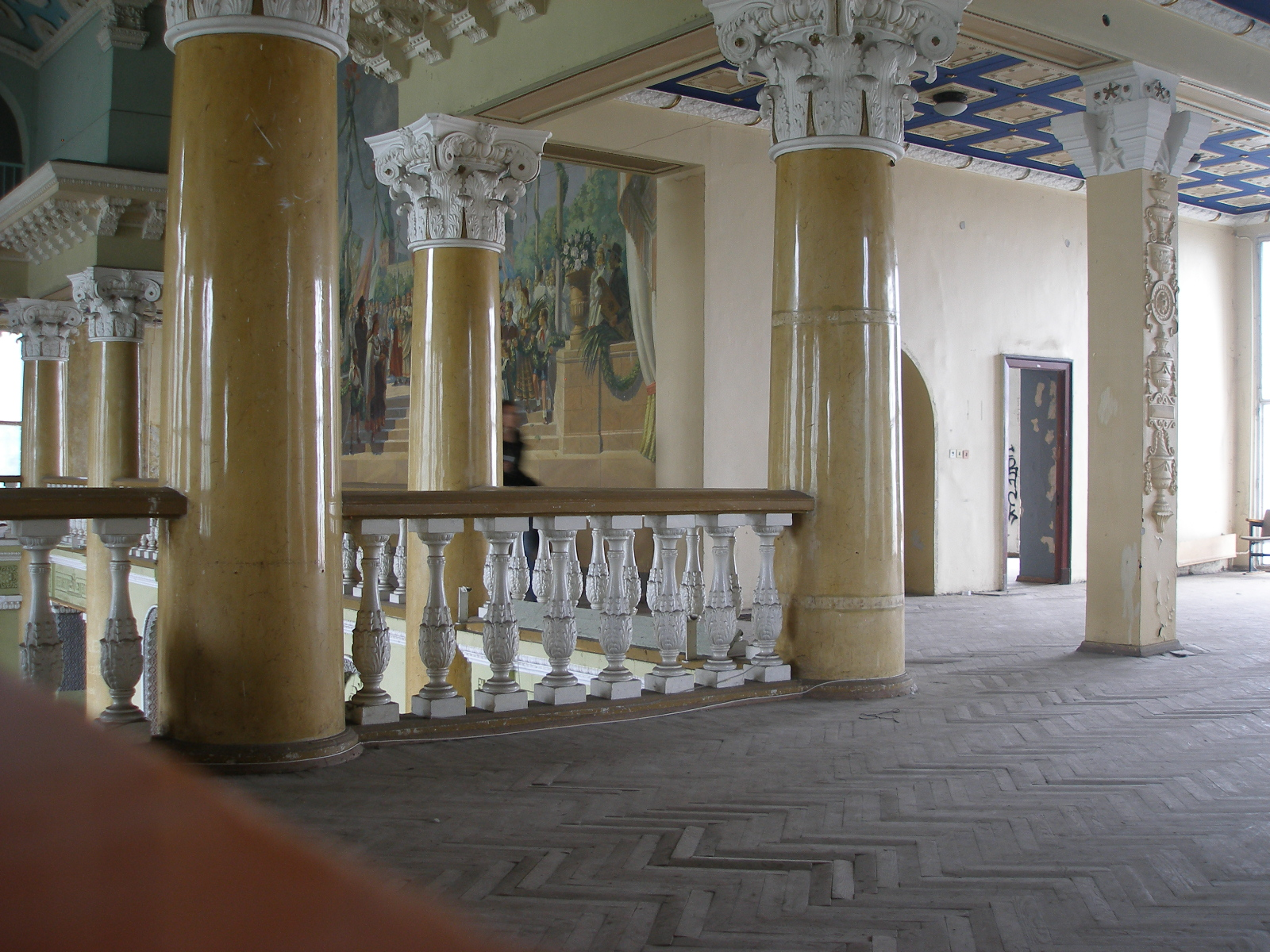
Внутрішнє приміщення аеропорту Спілве (2-й поверх)